# Fop I. Brouwer
Foppe Inne Brouwer (Groningen, 17 november 1912 – Haren, 20 december 1991), beter bekend als dr. Fop I. Brouwer, was een Nederlandse bioloog, schrijver en radiopresentator.
Fop I. Brouwer promoveerde in 1958 met een proefschrift over het leven en werk van de natuurbeschermer Eli Heimans. In 1939 maakte hij zijn eerste programma voor de VARA-radio: Een wandeling door de herfstnatuur.

## Leven en werk
In 1952 kreeg Brouwer een tweewekelijkse rubriek bij de VARA: Langs ongebaande wegen - Drs. Fop I. Brouwer neem ons mee naar buiten. Maar de meeste bekendheid kreeg hij vanwege zijn medewerking aan het wekelijkse programma van Bert Garthoff op de zondagmorgen, dat 's zomers Weer of geen weer en 's winters IJs en weder dienende heette en vanaf 1955 werd uitgezonden. Hij sloot zijn praatjes altijd af met de gevleugelde woorden: "al wat leeft en groeit en ons altijd weer boeit". In 1974 hield hij zijn 2500ste radio-praatje.
Naast zijn werkzaamheden voor de VARA was Fop I. Brouwer ook verbonden aan de RONO en na de opsplitsing van de RONO aan Radio Noord.
Als vrijmetselaar was Brouwer lid van de Groningse loge L'Union Provinciale, waarvan hij van 1961 tot 1972 voorzittend meester was.
Daarnaast zette Brouwer zich in voor het behoud van de Hortus Haren, onder andere door het initiëren van een inzamelingsactie.
Brouwer ontving voor zijn inspanningen om de natuur onder de aandacht van een groot publiek te brengen in 1989 de Zilveren Anjer, die hem werd uitgereikt door Prins Bernhard.

## Varia
Fop Brouwer is een van de Noord-Nederlanders naar wie een Spurt is vernoemd: treinstel nummer 10238 van Arriva Personenvervoer Nederland kreeg de naam Foppe Inne Brouwer.